# Gish (album)
| Recensione | Giudizio |
| ---------- | -------- |
| Allmusic   | [ 1 ]    |

Gish è il primo album in studio del gruppo musicale statunitense The Smashing Pumpkins, pubblicato il 28 maggio 1991 dalla Caroline Records.

## Descrizione
L'album è caratterizzato da diversi generi musicali: alternative rock, hard rock, psychedelic rock, grunge, dream pop, stoner rock, college rock, psichedelia, art rock, and heavy metal. Billy Corgan voleva trovare l'equilibrio tra il rock classico di gruppi che suonavano riff pesanti come Black Sabbath e Led Zeppelin e la sensualità e la grazia di gruppi alternativi come The Cure, Siouxsie and the Banshees e My Bloody Valentine.  "Per noi, si trattava di cercare di diventare questo punto di equilibrio tra ciò che sembrava uno stupido riff rock e poi il materiale che ci attraeva davvero proveniente dal Regno Unito." Durante la composizione delle canzoni Billy Corgan sperimentò l'assunzione di LSD per ottenere una sensazione psichedelica.
Il nome dell'album deriva da quello di una delle regine del cinema muto, l'attrice Lillian Gish. In un'intervista, Corgan spiegava: "Mia nonna mi diceva che una delle cose più memorabili che fossero capitate nella sua vita era il giorno in cui Lillian Gish era passata in treno per il suo paesino, mia nonna viveva in mezzo al niente, questo spiega la specialità dell'evento."
I Am One, Rhinoceros, Bury Me, e Daydream appaiono già nei primi demo registrati dalla band, risalenti agli inizi del 1989.
James Iha ha affermato di aver acquistato la sua prima chitarra Gibson Les Paul in occasione della registrazione di Gish. Iha ha continuato ad usare quasi esclusivamente questo modello di chitarra fino all'album Adore, del 1998.
Alla pubblicazione, Gish si attestò al 195º posto delle classifiche di vendita Billboard 200 negli Stati Uniti, in seguito ottenne il disco di platino, avendo venduto oltre un milione di copie. Nel 2011 è rientrato in classifica al 146º posto superando così il risultato originario. Fino all'uscita di Smash degli Offspring, era l'album più venduto in assoluto per una casa discografica indipendente.

## Tracce
Tutti i brani sono di Billy Corgan, eccetto dove indicato:
1. I Am One – 4:07 (Corgan, Iha)
2. Siva – 4:20
3. Rhinoceros – 6:32
4. Bury Me – 4:48
5. Crush – 3:35
6. Suffer – 5:11
7. Snail – 5:11
8. Tristessa – 3:33
9. Window Paine – 5:51
10. Daydream – 3:08
11. I'm Going Crazy (bonus track) – 0:57

## Formazione
Hanno partecipato alle registrazioni, secondo le note dell'album:
Gruppo
- Billy Corgan – voce, chitarra
- James Iha – chitarra, cori
- D'arcy Wretzky – basso, cori, voce solista in Daydream
- Jimmy Chamberlin – batteria

Altri musicisti
- Mary Gaines – violoncello (traccia 10)
- Chris Wagner – violino e viola (traccia 10)

Produzione
- Billy Corgan – produzione
- Butch Vig – produzione, tecnico del suono
- Howie Weinberg – mastering
- Doug Olson – tecnico del suono
- Bob Knapp – fotografia
- Michael Lavine – fotografia

## Classifiche
| Classifica (1991)         | Posizione massima |
| ------------------------- | ----------------- |
| Stati Uniti               | 195               |
| Stati Uniti (heatseekers) | 6                 |
| Classifica (2011)         | Posizione massima |
| Stati Uniti               | 146               |